# Santa María Tlahuitoltepec
Santa María Tlahuitoltepec là một đô thị thuộc bang Oaxaca, México. Năm 2005, dân số của đô thị này là 9000 người.